# Magyarországi evangélikus egyházközségek listája
A Magyarországi Evangélikus Egyház 251 egyházközségből áll. Az alábbiakban ezek listája olvasható egyházkerületenként illetve egyházmegyénként. Az egyházközségek nevét általában az a település adja, ahol központjuk (lelkészi hivatal, lelkészlakás) található, itt működik az anyagyülekezet, de az egyházközséghez ezen kívül még több környékbeli evangélikus gyülekezet is tartozhat.

## Egyházközségek
Rövidítések
- Ev. = Evangélikus
- Ehk. = Egyházközség

| | | |
| Déli evangélikus egyházkerület Bács-Kiskun egyházmegye Apostagi Ev. Ehk. Bajai Ev. Ehk. Bócsa - Tázlári Ev. Ehk. Csengőd - Páhi - Kaskantyúi Társult Ev. Ehk. Dunaegyházi Ev. Ehk. Dunaföldvári Ev. Ehk. Dunaújváros - Kisapostagi Társult Ev. Ehk. Hartai Ev. Ehk. Kecskeméti Ev. Ehk. Kiskőrösi Ev. Ehk. Kiskunhalasi Ev. Ehk. Soltvadkerti Ev. Ehk. Szegedi Ev. Ehk. Kelet-Békési egyházmegye Békéscsabai Ev. Ehk. Gerendás - Csorvási Társult Ev. Ehk. Gyomai Ev. Ehk. Gyulai Ev. Ehk. Kondorosi Ev. Ehk. Medgyesegyházi Ev. Ehk. Mezőberény I. Kerületi Ev. Ehk. Mezőberény II. Kerületi Ev. Ehk. Mezőtúri Ev. Ehk. Nyugat-Békési egyházmegye Ambrózfalva - Csanádalberti - Pitvarosi Ev. Ehk. Csabacsűdi Ev. Ehk. Hódmezővásárhelyi Ev. Ehk. Nagybánhegyes - Magyarbánhegyesi Ev. Ehk. Nagyszénás - Gádorosi Ev. Ehk. Orosházi Ev. Ehk. Pusztaföldvári Ev. Ehk. Szarvas -Ótemplomi Ev. Ehk. Szarvas -Újtemplomi Ev. Ehk. Szentesi Ev. Ehk. Tiszaföldvári Ev. Ehk. Tótkomlósi Ev. Ehk. Pesti egyházmegye Budapest- Angyalföldi Ev. Ehk. Budapest-Fasori Ev. Ehk. Budapest- Ferencvárosi Ev. Ehk. Budapest- Józsefvárosi Ev. Ehk. Budapest- Kőbányai Ev. Ehk. Budapest- Zuglói Ev. Ehk. Cinkotai Ev. Ehk. Kispesti Ev. Ehk. Pesterzsébeti Ev. Ehk. Pesti Ev. Egyház Deák Téri Gyülekezet Pestszentlőrinci Ev. Ehk. Pestújhely - Újpalotai Ev. Ehk. Rákoskeresztúri Ev. Ehk. Rákospalotai Ev. Ehk. Rákosszentmihály - Sashalmi Ev. Ehk. Szlovák Ajkú Ev. Ehk. Újpesti Ev. Ehk. Tolna-Baranyai egyházmegye Bonyhád - Hidas - Kismányoki Ev. Ehk. Dombóvár - Kaposszekcső - Csikóstőttős Társult Ev. Ehk. Egyházaskozári Ev. Ehk. Gyönk és Környéke Társult Ev. Ehk. Györköny - Bikácsi Társult Ev. Ehk. Majos - Mucsfai Társult Ev. Ehk. Mohács - Magyarbóly - Siklósi Társult Ev. Ehk. Nagymányok - Váraljai Ev. Ehk. Paksi Ev. Ehk. Pécsi Ev. Ehk. Sárszentlőrinci Ev. Ehk. Szekszárd és Környéke Társult Ev. Ehk. Tamási és Környéke Ev. Ehk. Tengelici Ev. Ehk. | Északi evangélikus egyházkerület Borsod-Hevesi egyházmegye Arnót - Újcsanálosi Társult Ev. Ehk. Diósgyőr-Vasgyári Ev. Ehk. Diósgyőri Ev. Ehk. Egri Ev. Ehk. Fancsal - Hernádvécsei Ev. Ehk. Miskolci Ev. Ehk. Ózd - Putnoki Társult Ev. Ehk. Sajókazai Ev. Ehk. Tokaj és Környéke Ev. Ehk. Budai egyházmegye Budafoki Ev. Ehk. Budahegyvidéki Ev. Ehk. Budakeszi Ev. Ehk. Budaörsi Ev. Ehk. Budapest- Kelenföldi Ev. Ehk. Budapesti Német Ajkú Ev. Ehk. Budavári Ev. Ehk. Csepeli Ev. Ehk. Csillaghegyi Ev. Ehk. Érdi Ev. Ehk. Nagybörzsönyi Ev. Ehk. Óbudai Ev. Ehk. Pesthidegkúti Ev. Ehk. Piliscsabai Ev. Ehk. Szentendrei Ev. Ehk. Dél-Pest megyei egyházmegye Alberti Ev. Ehk. Bényei Ev. Ehk. Ceglédi Ev. Ehk. Dunaharaszti Ev. Ehk. Gyóni Ev. Ehk. Irsai Ev. Ehk. Maglódi Ev. Ehk. Mendei Ev. Ehk. Monori Ev. Ehk. Péteri - Gyömrői Társult Ev. Ehk. Pilisi Ev. Ehk. Szolnoki Ev. Ehk. Tápiószentmártoni Ev. Ehk. Vecsési Ev. Ehk. Észak-Pest megyei egyházmegye Acsai Ev. Ehk. Aszódi Ev. Ehk. Csomádi Ev. Ehk. Csömöri Ev. Ehk. Csővári Ev. Ehk. Domonyi Ev. Ehk. Dunakeszi Ev. Ehk. Erdőkertesi Ev. Ehk. Fóti Ev. Ehk. Galgagyörki Ev. Ehk. Gödöllői Ev. Ehk. Hatvani Ev. Ehk. Hévízgyörki Ev. Ehk. Ikladi Ev. Ehk. Nagytarcsai Ev. Ehk. Váci Ev. Ehk. Hajdú-Szabolcsi egyházmegye Debreceni Ev. Ehk. Kölcsei Ev. Ehk. Nagycserkeszi Ev. Ehk. Nyíregyháza-Kertvárosi Ev. Ágostai Hitvallású Ehk. Nyíregyházi Emmaus Ev. Ehk. Nyíregyházi Ev. Ehk. Nyírszőlősi Ev. Ehk. Nógrádi egyházmegye Balassagyarmati Ev. Ehk. Bánki Ev. Ehk. Bátonyterenye - Szúpatak - Pásztói Ev. Ehk. Béri Ev. Ehk. Egyházasdengelegi Ev. Ehk. Felsőpetényi Ev. Ehk. Galgagutai Ev. Ehk. Ipolyvecei Ev. Ehk. Kétbodonyi Ev. Ehk. Lucfalvai Ev. Ehk. Nógrádi Ev. Ehk. Ősagárdi Ev. Ehk. Salgótarjáni Ev. Ehk. Sámsonházai Ev. Ehk. Sziráki Ev. Ehk. Szügyi Ev. Ehk. Terényi Ev. Ehk. Vanyarci Ev. Ehk. | Nyugati (Dunántúli) evangélikus egyházkerület Fejér-Komáromi egyházmegye Bakonycsernyei Ev. Ehk. Bakonyszombathelyi Ev. Ehk. Bokodi Ev. Ehk. Csákvár - Bicske - Csabdi Társult Ev. Ehk. Esztergomi Ev. Ehk. Hánta - Ászár - Kisbéri Társult Ev. Ehk. Komáromi Ev. Ehk. Lajoskomárom - Enying Ev. Ehk. Nagyvelegi Ev. Ehk. Oroszlányi Ev. Ehk. Pusztavám - Móri Ev. Ehk. Sárbogárd - Sárszentmiklósi Ev. Ehk. Súri Ev. Ehk. Szák - Szendi Társult Ev. Ehk. Székesfehérvári Ev. Ehk. Tatabányai Ev. Ehk. Tatai Ev. Ehk. Tordas - Gyúrói Társult Ev. Ehk. Győr-Mosoni egyházmegye Bezi - Enesei Ev. Ehk. Bőnyi Ev. Ehk. Felpéci Ev. Ehk. Győr- Ménfőcsanaki Ev. Ehk. Győri Ev. Ehk. Győrsági Ev. Ehk. Győrújbarát- Tényő - Győrszemerei Társult Ev. Ehk. Kajárpéci Ev. Ehk. Lébényi Ev. Ehk. Mórichida - Árpási Ev. Ehk. Mosonmagyaróvár - Rajka - Hegyeshalom - Levéli Ev. Ehk. Rábcakapi - Tárnokréti Ev. Ehk. Tét - Kisbaboti Társult Ev. Ehk. Somogy-Zalai egyházmegye Balatonboglár - Hács - Somogyvámosi Társult Ev. Ehk. Csurgói Ev. Ehk. Ecseny és Környéke Ev. Ehk. Gyékényesi Ev. Ehk. Iharosberény - Vései Társult Ev. Ehk. Kaposvári Ev. Ehk. Keszthely és Környéke Ev. Ehk. Kötcsei Ev. Ehk. Nagykanizsa és Környéke Társult Ev. Ehk. Nemespátrói Ev. Ehk. Porrogszentkirályi Ev. Ehk. Pusztaszentlászlói Ev. Ehk. Siófoki Ev. Ehk. Surdi Ev. Ehk. Tab és Környéke Ev. Ehk. Zalaegerszegi Ev. Ehk. Zalaistvándi Ev. Ehk. Soproni egyházmegye Ágfalvi és Sopronbánfalvi Társult Ev. Ehk. Beledi Ev. Ehk. Csornai Ev. Ehk. Farádi Ev. Ehk. Harkai Ev. Ehk. Nemeskéri Ev. Ehk. Rábaszentandrási Ev. Ehk. Soproni Ev. Ehk. Szakonyi Ev. Ehk. Szilsárkányi Ev. Ehk. Vadosfai Ev. Ehk. Vasi egyházmegye Alsósági Ev. Ehk. Bobai Ev. Ehk. Büki Ev. Ehk. Celldömölki Ev. Ehk. Csönge - Ostffyasszonyfai Társult Ev. Ehk. Gércei Ev. Ehk. Kemenesmagasi Ev. Ehk. Kemenesmihályfai Ev. Ehk. Kissomlyói Ev. Ehk. Körmendi Ev. Ehk. Kőszegi Ev. Ehk. Nádasdi Ev. Ehk. Nagygeresdi Ev. Ehk. Nagysimonyi Ev. Ehk. Nemescsó - Meszlen - Acsád - Kőszegdoroszlói Társult Ev. Ehk. Őrimagyarósdi Ev. Ehk. Répcelak - Csánigi Ev. Ehk. Sárvári Ev. Ehk. Szentgotthárdi Ev. Ehk. Szombathelyi Ev. Ehk. Uraiújfalui Ev. Ehk. Vönöcki Ev. Ehk. Veszprémi egyházmegye Ajkai Ev. Ehk. Bakonyszentlászlói Ev. Ehk. Bakonytamási Ev. Ehk. Balatonfüred - Dörgicsei Társult Ev. Ehk. Csikvándi Ev. Ehk. Csöglei Ev. Ehk. Gecsei Ev. Ehk. Homokbödögei Ev. Ehk. Kemeneshőgyész - Magyargencsi Társult Ev. Ehk. Kertai Ev. Ehk. Kővágóörs - Révfülöp - Kapolcsi (Sion) Ev. Ehk. Lovászpatonai Ev. Ehk. Malomsoki Ev. Ehk. Marcalgergelyi - Szergényi Társult Ev. Ehk. Mencshely - Nagyvázsony - Szentantalfa - Zánkai Társult Ev. Ehk. Mezőlaki Társult Ev. Ehk. Nagyalásony - Dabrony - Nemesszalóki Társult Ev. Ehk. Ösküi Ev. Ehk. Pápai Ev. Ehk. Sikátori Ev. Ehk. Somlószőlősi Ev. Ehk. Takácsi – Nagyacsád – Nemesgörzsönyi Társult Ev. Ehk. Tési Ev. Ehk. Vanyolai Ev. Ehk. Várpalotai Ev. Ehk. Veszprémi Ev. Ehk. |

## Külső hivatkozások
Evangélikus egyházközségek térképen – evangelikus.hu